# Fantasia en sol major, BWV 572
La Fantasia en sol major, BWV 572 és una peça composta per a òrgan pel compositor barroc alemany Johann Sebastian Bach. És una fantasia sense fuga, encara que té tres moviments: Allegro, Grave i Lento. Igual que la gran majoria de la música de Bach d'abans de 1723, sobreviu gràcies a còpies que van realitzar els seus alumnes.

## Història

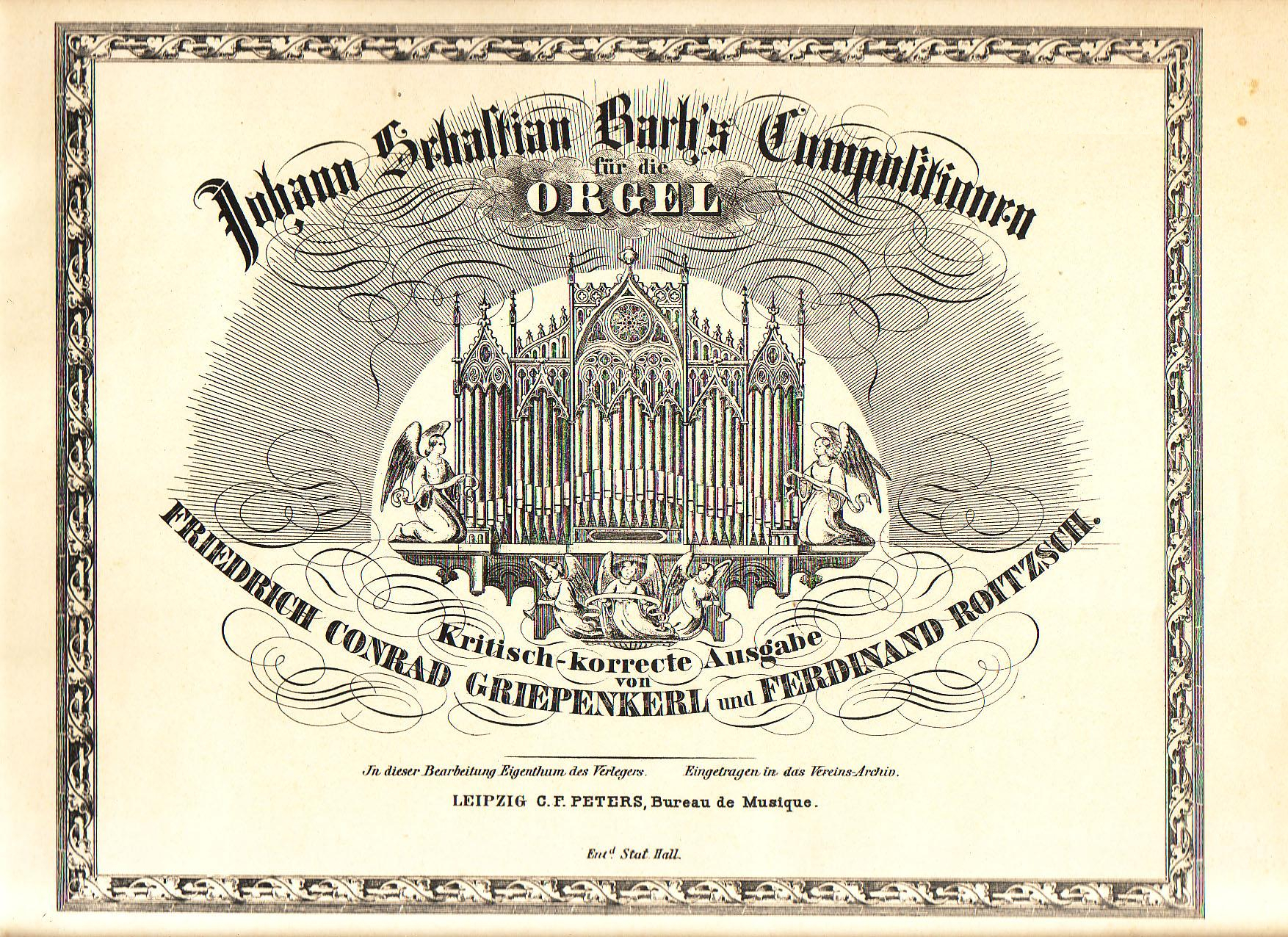
Portada de l'edició de Peters cap el 1845-1855 de les obres per a orgue de Bach editades per Griepenkerl i Roitzsch: el seu quart volum conté la Fantasia BWV572.

Johann Gottfried Walther va copiar una primera versió del BWV 572. A la portada del títol del manuscrit de Walther es llegeix Piece d'Orgue | di | Giov: Sebast: Bach. Aquesta còpia probablement es va fer durant els anys 1714–1717.
Jean-Claude Zehnder també creu que aquesta versió de la peça va ser composta en els primers anys de Bach a Weimar, i també recull l'afirmació de Siegbert Rampe que potser hagi estat composta una mica més tard. Les primeres còpies existents de la versió revisada de Bach daten de la dècada del 1720. També aquests manuscrits porten el títol Piece d'Orgue.

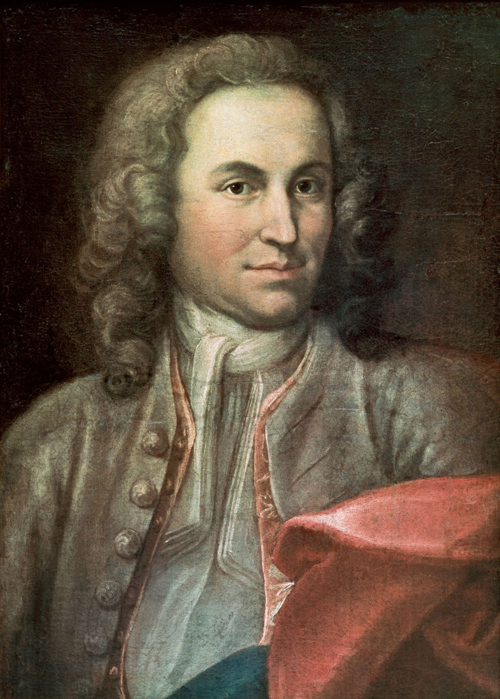
Retrat de Johann Sebastian Bach de 1715.

La còpia més antiga de la versió revisada va ser escrita per un alumne de Köthen a finals de 1722, aproximadament mig any abans que Bach es traslladés a Leipzig. Un manuscrit perdut, que va servir per a la publicació de la peça el 1846, va ser, segons Peter Williams, titulat probablement "Fantasia". Philipp Spitta, que va nomenar l'obra Fantasia en el primer volum de la seva biografia de Bach, la va considerar més semblant a l'obra de Buxtehude que qualsevol altra composició de Bach. El Bach Gesellschaft va publicar l'obra com a Fantasie el 1891. Un segle més tard, la New Bach Edition va recuperar al nom que es va trobar als primers manuscrits, és a dir, Pièce d'Orgue. La nova edició Urtext del segle XXI de Breitkopf també utilitza aquest nom per a la BWV 572.

## Anàlisi
Els erudits de la música de Johann Sebastian Bach coincideixen que va ser composta abans de 1712; el més probable és que es gestés quan Bach es trobava treballant a Weimar (1708-1717). En aquesta peça Bach renúncia a aquella tendència del barroc que consistia en escriure música per a teclat que pogués ser transcrita des de l'orgue al clavecí. La peça presenta la influència de Dietrich Buxtehude.
L' Allegro és en compàs de 12/8, és molt dinàmic i amb una total absència del pedal encara que les línies de baix amb pedal són un element crucial en els obres per a aquest instrument. S'observa el vigor juvenil i l'èmfasi en la destresa. Comença amb una introducció que estableix el perfecte escenari per a la secció més densa que ve després. L'organista fa ús de pocs canvis tímbrics i de tonalitats. En alguns compassos, es poden escoltar dues veus.
El segon moviment, Grave, es a cinc veus; hi ha un gran canvi en l'ús dels instruments, se'n fan servir molts i amb algunes tonalitats més greus. Aquí ens trobem amb Bach component la música per a orgue en la seva major part idiomàtica, produeix una textura adequada, tant per a l'instrument com per a temperament del compositor. El principi usa acords mantinguts per aconseguir el grandiós impacte i crea una atmosfera barroca (similar al acord mantingut en cada començament de les sis parts de la Fantasia en sol menor, BWV 542). El material temàtic tendeix a descendir. Després d'un cert desenvolupament motívic, s'introdueixen els pedals i es traslladen cromàticament de manera ascendent, augmentant la tensió amb l'aparició de dissonàncies. La sensació general és més d'improvisació i el contrapunt dens es dilueix, les notes amb pedal comença a fer un descen cromàtic amb passatges que flueix lliurement en les dues mans. La textura densa del moviment el fa més idiomàtic per a l'instrument i és més típic per a Bach. Utilitza acords de llarga durada amb moltes suspensions de gran efecte, un llenguatge que Bach va utilitzar amb relativa freqüència en les seves obres madures.
El darrer moviment torna a un estil similar al de l'Allegro inicial, amb la diferència que el pedal té un protagonisme més gran.